# José Luis Hilario Herrera Castro
José Luis Hilario Herrera Castro (Ciudad de México, México; 25 de enero de 1978) es un músico y profesor mexicano. Ha sido reconocido por su labor como maestro con el Reconocimiento Distinción Universidad Nacional para Jóvenes Académicos (RDUNJA) en el año 2014.

## Biografía
Nació en la Ciudad de México el 25 de enero de 1978, años después se integró a la UNAM como estudiante en Iniciación Universitaria que se ubica en la Escuela Nacional Preparatoria 2, también cursó ahí el bachillerato y continuó sus estudios en el actualmente desaparecido Instituto de Liturgia, Música y Arte Cardenal Miranda y se graduó como licenciado en musicología. Comenzó a trabajar en la ENP 2 UNAM en el 2001 impartiendo la clase de rondalla, también fue pianista acompañante en el grupo de danza folclórica mexicana de la institución y unos años después, en el 2006 creó la Orquesta Sinfónica Juvenil de la ENP 2 que apareció en el programa "Navegantes de las islas" de TV UNAM e hizo varias presentaciones en algunas temporadas de la exposición Al Encuentro del Mañana organizada por la Dirección General de Orientación y Atención Educativa de la UNAM (DGOAE).
Hilario Herrera también es conocido por ser coautor de las guías de estudio para los extraordinarios de la asignatura denominada música para Iniciación Universitaria y el Bachillerato de la ENP, en agosto del 2010 fue nombrado jefe de departamento de música de la ENP y trabajó en la Dirección General de la Escuela Nacional Preparatoria (DGENP) donde se distinguió por introducir el código QR en las guías de estudio, en 2014 dejó el cargo y regresó a la ENP 2 a laborar como profesor, continuó con la Orquesta Sinfónica Juvenil e introdujo la materia denominada música electrónica en la cual enseña a sus alumnos a hacer música utilizando código.
En noviembre de 2014 fue galardonado con el Reconocimiento Distinción Universidad Nacional para Jóvenes Académicos (RDUNJA) en el área de Docencia en Enseñanza Media Superior (humanidades, ciencias sociales y económico-administrativas).
En abril de 2004 fue coordinador de la producción del disco Sequenza181 patrocinado por el Instituto Cardenal Miranda y Música UNAM. 
Como compositor su obra "Magorum" se estrenó en el "XXXI Foro Internacional de Música Nueva Manuel Enríquez" siendo interpretada por el coro "Lapsus Sonoro" que él fundó y dirigió en el foro, también su obra "Sueños de barro negro" se estrenó en la Ciudad de Oaxaca en el teatro Macedonio Alcalá en el ciclo musical  "Educardo Mata el 25 de noviembre del año 2017".

En el Festival Internacional de Cine de Morelia 2019 se escuchó su música adicional en la cinta "Sanctorum" del Director Joshua Gil, cinta que se proyectó en la Settimana Internazionale della Critica Archivado el 18 de octubre de 2019 en Wayback Machine. como el film de clausura y ganadora del Ariel a la Mejor Música en la XLII edición del 2020.

## Otros Estudios
(2016) Licenciado en música con orientación en pedagogía musical por la Universidad de Guadalajara.
(2018) Maestría en Administración de Instituciones Educativas por la Universidad del Valle de México.
(2021) Doctorado en Educación por el Instituto de Estudios Universitarios (IEU) de la Ciudad de Puebla, México.

## Obra
Bésame (1997)
Una ilusión (1998)
Las siete trompetas apocalípticas (2001)
Suite godial (2002)
Ardnahela (2003)
Oro de Melchor (2004)
Magorum (2005)
Sueños de barro negro (2006)
Confesión de amor (2015)
Tonatico (2016), Marcha Nupcial (2018).

## Artículos
La música y la tecnología, Revista Integrarte DGENP-UNAM, noviembre de 2013, Pág. 23-26.  http://integrarte.enp.unam.mx/Num1/index1.html Archivado el 25 de marzo de 2017 en Wayback Machine.
1. ↑  «RDUNJA 2014». DGAPA. Consultado el 20 de noviembre de 2016.
2. ↑  «José Luis Hilario Herrera Castro». SNI. Consultado el 20 de noviembre de 2016.
3. ↑  «Licenciado José Luis Hilario Herrera Castro». DGAPA. Archivado desde el original el 24 de septiembre de 2016. Consultado el 20 de noviembre de 2016.
4. ↑  «Sequenza 181».

- Datos: Q28502525